# ایوان اسپیچکا
ایوان اسپیچکا (اوکراینی: Іван Миколайович Спичка؛ زادهٔ ۱۸ ژانویهٔ ۱۹۹۱) بازیکن فوتبال اهل اوکراین است.
از باشگاه‌هایی که در آن بازی کرده‌است می‌توان به باشگاه فوتبال متالورگ زاپروژیا اشاره کرد.